# Joel Tudor
Pour les articles homonymes, voir Tudor.
Joël Tudor, né le 11 juin 1976,  est un longboarder (surfeur) originaire de San Diego, en Californie.
Il a commencé avec le skateboard. Puis sur l'eau, apparemment sans effort, son talent lui a valu sa première victoire professionnelle ASP à l'âge de 16 ans, faisant de lui le plus jeune concurrent à gagner un événement ASP.
Contrairement à la grande majorité de ses contemporains qui utilisent des planches de surf courtes, il a décidé de se lancer dans le longboard, ce qui lui a donné une renommée mondiale dans la mi-adolescence. L'admiration pour Joël Tudor a été un facteur important dans la relance de longboard des années 1990.
Malgré une large reconnaissance en tant que doyen des coureurs longboard moderne, et régulièrement la concurrence sur les championnats du monde de Longboard, il lui a fallu sept tentatives avant de remporter cet événement dans les îles Canaries en 1998. Certaines critiques ont été transmises, en particulier par d'autres surfeurs comme Allen Roth, que ses compétences sont largement hors de proportion et que son seul véritable talent est un marketing efficace. Néanmoins, il a connu une spectaculaire carrière et influents.
Joel Tudor est aussi un pratiquant de ju-jitsu brésilien. Il a remporté de nombreux titres de ju-jitsu brésilien tels que le Pan Ams et ressortissants des États-Unis.
Joel a maintenant sa propre entreprise de fabrication de planche de surf, ainsi que de vente de combinaison Japon.
En raison de sa compétence sur les deux longboards et Shortboards, sur les grandes ondes et les petits, Tudor est largement considéré comme l'un des meilleurs surfeurs vivant, et est également connu pour être très ouvert d'esprit en ce qui concerne la diversité des équipements qui peuvent être utilisés pour chaque vague.
Joel Tudor est présent dans The Seedling et Sprout, deux films de surf tournés en 16 mm film de Thomas Campbell (en).